# Nelson Ezequiel González
Nelson Ezequiel González (Berazategui, Buenos Aires, Argentina, 22 de septiembre de 1988) es un futbolista retirado argentino. Jugaba como mediocampista y su equipo actual es [Salazar f.c) de [[la liga cultural y deportiva de tres lomas